# Stuley
Stuley est une île du Royaume-Uni située en Écosse.